# Franshuvad skyggfisk
Franshuvad skyggfisk (Coryphoblennius galerita), en fisk i familjen slemfiskar som finns i östra Atlanten och Medelhavet.

## Utseende
Likt alla slemfiskar har arten slemmig hud utan fjäll. Kroppen är avlång, med långa rygg- och analfenor. Den förra är uppdelad i två delar med ett tydligt hack emellan, en främre, taggstrålig, och en bakre, mjukstrålig. Den nedåtriktade munnen har tjocka läppar, medan ögonen är uppåtriktade. Bröstfenorna är stora, och de smala bukfenorna används som griporgan för att hålla fast vid stenar. På hjässan har arten ett grenat hudutskott och en rad av små, maskformade bihang. Kroppens grundfärg är grönbrun med mörka fläckar eller hela, sammansmälta brunsvarta fält. På kroppen och ibland också huvudet finns små, ljusblå prickar, som hos äldre fiskar är större och klarblåa, inte minst kring sidolinjen. Äldre fiskar får också en gul skiftning på hjässan och orange färg i munvinklarna. Längden når upp till 8,5 cm.

## Vanor
Den franshuvade skyggfisken lever i grunda, strandnära vatten som naturliga tidvattensdammar och hällkar med riklig algväxtlighet. Den kan stanna kvar på land när tidvattnet drar sig tillbaka, dold under klippor eller sjögräs. Medan den är på land andas den luft.
Födan består av rankfotingar och små, planktoniska kräftdjur.

### Fortplantning
Hanen hävdar revir kring klippspringor samt fördjupningar och hål i bottnen. Honan lägger ägg som sjunker till bottnen där de klibbar fast.

## Utbredning
Den franshuvade skyggfisken förekommer i östra Atlanten från västra Englands kuster, via Engelska kanalen till Medelhavet (inklusive Svarta havet), Marocko, Madeira och Kanarieöarna.